# Легкий хліб
«Легкий хліб» — радянський телефільм 1986 року, знятий режисером Володимиром Орловим на студії «Бєлтелефільм».

## Сюжет
Все життя прожили Антон та Галя в одному селі, їхні будинки стояли поряд. Але сталося так, що Антонові довелося одружитися з Альоною. Так наполягли батьки. Минули роки, постаріли Антон та Галя, але теплі почуття їх одне до одного збереглися на все життя.

## У ролях
- Антоніна Бендова — Галя
- Геннадій Гарбук — Антон
- Тамара Муженко — роль другого плану
- Емілія Ларіонова — сусідка

## Знімальна група
- Режисер — Володимир Орлов